# Castela stewartii
Castela stewartii är en bittervedsväxtart som först beskrevs av C. H. Müll., och fick sitt nu gällande namn av Reid Venable Moran och Richard Stephen Felger. Castela stewartii ingår i släktet Castela och familjen bittervedsväxter. Inga underarter finns listade i Catalogue of Life.